# Jack Phillips

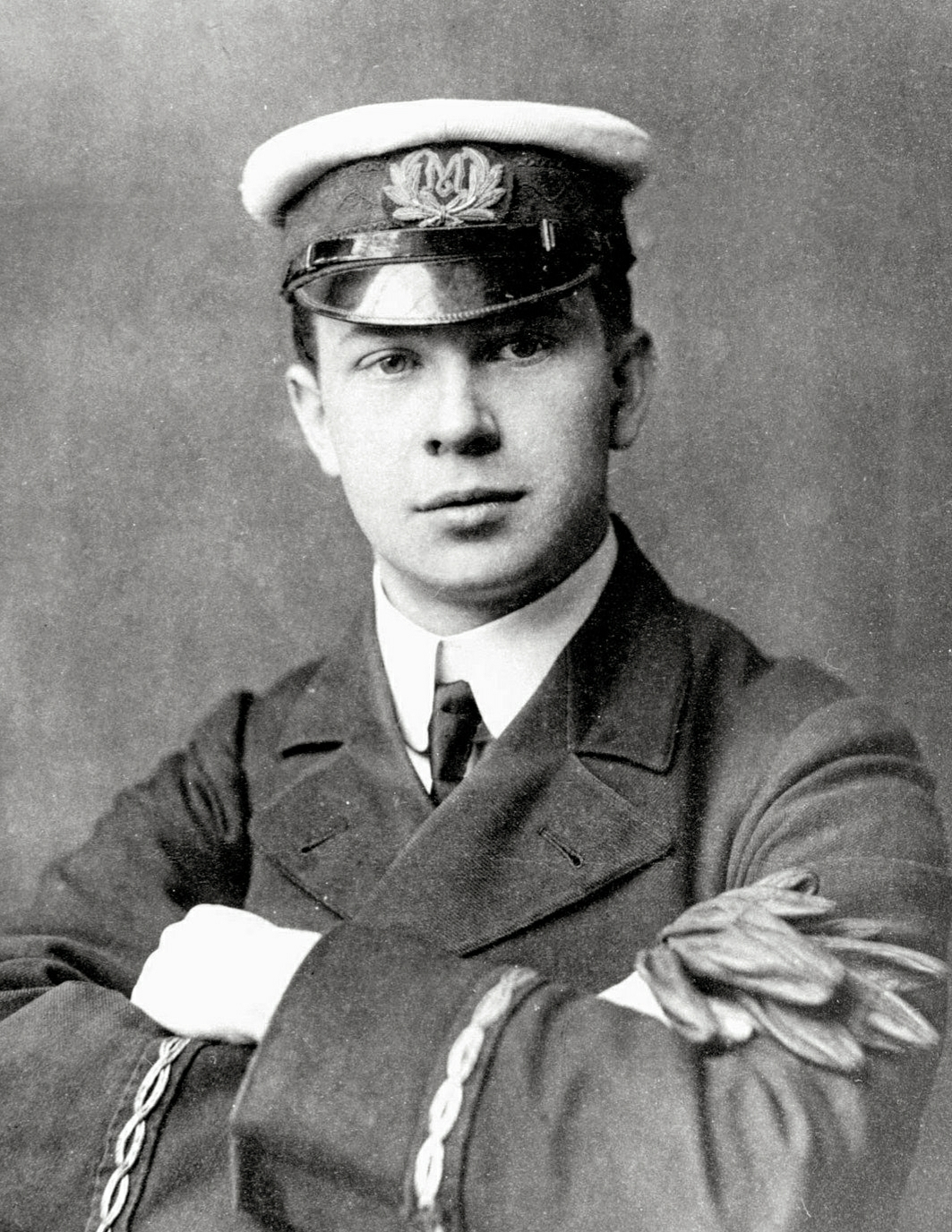
Jack Phillips

John George „Jack“ Phillips (* 11. April 1887 in Godalming, Surrey, England; † 15. April 1912 im Nordatlantik beim Untergang der Titanic) war Funker auf der Titanic.

## Leben
John George Phillips – genannt Jack – wurde als jüngster Sohn von George Alfred Phillips und dessen Frau Ann in der Farncombe Street in Godalming geboren. Sein Vater war Filialleiter einer Vorhänge vertreibenden Ladenkette. Jack selbst wurde in der Wohnung über dem Geschäft geboren. Er hatte zwei 13 Jahre ältere Zwillingsschwestern, Elsie und Ethel Phillips.
Phillips wurde römisch-katholisch getauft. In der Kirche des Heiligen Johannes, nur wenige hundert Meter vom Laden entfernt, befindet sich noch heute eine Blue Plaque, die an den berühmten Sohn Godalmings erinnert. Phillips’ Erziehung begann in der an die Kirche angeschlossenen Volksschule, ehe er, dank der finanziellen Möglichkeiten des Vaters, auf eine private Jungenschule wechselte.
1902 schloss Phillips die Schule ab und begann eine Lehre als Funker beim lokalen Postamt. 1906 zog er nach Seaforth, wo er von März bis August eine fünfmonatige Ausbildung in der Marconi Company’s Wireless Telegraphy Training School absolvierte. Kurz danach, im August 1906, erhielt er seine erste Anstellung an Bord des White-Star-Line-Dampfers Teutonic. Damals wurden die Funkstationen noch direkt von der Gesellschaft Marconi betrieben, nicht von der Reederei selbst.
Innerhalb der nächsten zwei Jahre diente Phillips auf mehreren Schiffen, darunter auch die Mauretania und Lusitania. 1908 verließ er zunächst die Schifffahrt und nahm einen Posten in der Marconi-Funkstation im irischen Clifden an. Seine Aufgabe war es, Funknachrichten entgegenzunehmen, die von Glace Bay (Neuschottland) eintrafen.
Im Herbst 1911 erfolgte seine Versetzung auf die Adriatic, mit der er bis Weihnachten fuhr. Danach diente er an Bord der Oceanic, bis es im März 1912 feststand, dass Jack Phillips auf der Jungfernfahrt der Titanic eingesetzt werden würde.

### Titanic
Phillips und sein Kollege Harold Bride taten auf der Titanic abwechselnd Dienst. Die Funker waren mit dem Versenden von Privatnachrichten der Passagiere beschäftigt. War eine Nachricht deutlich an den Kapitän gerichtet, wurde sie diesem zugeführt. Für andere Nachrichten, auch wenn sie mit der Navigation zu tun hatten, gab es keine klare Prozedur. Die Schiffsführung hatte überhaupt kein System, Navigationsnachrichten zu sammeln und auszuwerten. Der überlebende Zweite Offizier beschuldigte in seinen Memoiren Phillips, eine wichtige Eiswarnung nicht oder mit Verzug an die Brücke geschickt zu haben. Tatsächlich hatten die Offiziere während der Fahrt kaum Interesse an Eiswarnungen gezeigt.
Gegen 2:00 Uhr, rund 20 Minuten vor dem Untergang der Titanic, erschien noch einmal Kapitän Smith, um die Männer von ihren Aufgaben zu entbinden. Als das Wasser in den Funkraum drang, verließen sie diesen gemeinsam. Beim Untergang wurde das Faltboot B von seinem Platz auf dem Dach der Offizierskabinen weggerissen und kam kieloben ins Meer. Während sich Bride auf dem gekenterten Boot mit einiger Mühe einen trockenen Platz sichern konnte, verblieb Phillips im eiskalten Wasser und überlebte nicht. Er starb im Alter von 25 Jahren.

## Nachwirkungen

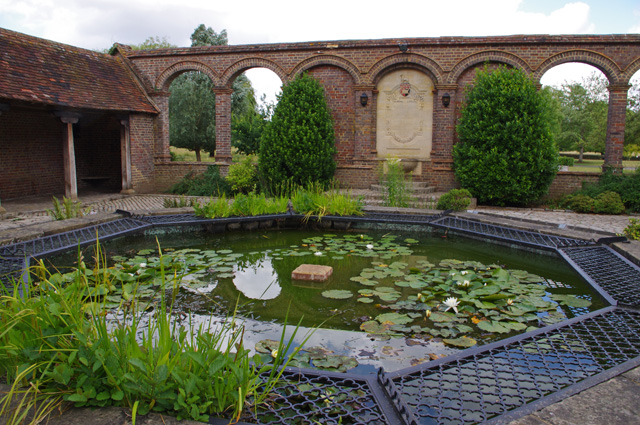
Phillips Memorial in Godalming

In seinem Geburtsort Godalming steht das Phillips Memorial, die weltweit größte Gedenkstätte, die für ein Opfer der Titanic errichtet wurde. Es besteht aus einem Kreuzgang, einer Wiese, einer zweiten Wiese mit Wildblumen und einem Spazierweg entlang des River Wey.
Folgende Schauspieler haben Jack Phillips bis dato dargestellt:
- 1943: Titanic: Karl Dannemann
- 1953: Untergang der Titanic: Ashley Cowan
- 1958: Die letzte Nacht der Titanic: Kenneth Griffith
- 1996: Titanic: Matt Hill
- 1997: Titanic: Gregory Cooke